# Peter Espeloer
Peter Espeloer (* 19. Juni 1960 in Heidelberg) ist ein deutscher Schauspieler, der vor allem durch die Rolle des Kriminaltechnikers Peter Becker im Ludwigshafener  Tatort bekannt ist, in der er von 1998 bis 2024 in rund 65 Folgen auftrat.

## Leben und Wirken
Nach einer Herrenschneiderlehre beim Theater der Stadt Heidelberg absolvierte Espeloer von 1985 bis 1989 ein Schauspielstudium an der Folkwang Universität der Künste in Essen. Seit 1989 ist er als Schauspieler tätig. Er trat unter anderem im Theater Baden-Baden, im Staatstheater Mainz, an der Badischen Landesbühne und im Theater Pforzheim sowie in verschiedenen Fernsehproduktionen auf.

## Filmografie
- 1981: Tatort: Grenzgänger
- 1998–2024: Tatort, siehe Lena Odenthal#Weitere
- 1999–2001: Ein Fall für zwei
- 2003: Nachts, wenn der Tag beginnt
- 2006: Bloch (Fernsehserie) – Die Wut
- 2011: Kommissar Stolberg
- 2013: BlitzBlank[2]